# Skånes Värsjö
Skånes Värsjö (ofta bara Värsjö) är en småort i Skånes-Fagerhults socken i Örkelljunga kommun i Skåne län.

## Historia
Den nuvarande tätbegyggelsen uppstod vid den numera nedlagda järnvägen Skåne–Smålands Järnväg mellan Åstorp och Markaryd och genomkorsas nu av den gamla E4:an.

## Befolkningsutveckling
| Befolkningsutvecklingen i Skånes Värsjö 1990–2015 | Befolkningsutvecklingen i Skånes Värsjö 1990–2015 | Befolkningsutvecklingen i Skånes Värsjö 1990–2015 | Befolkningsutvecklingen i Skånes Värsjö 1990–2015 | Befolkningsutvecklingen i Skånes Värsjö 1990–2015 |
| ------------------------------------------------- | ------------------------------------------------- | ------------------------------------------------- | ------------------------------------------------- | ------------------------------------------------- |
|                                                   |                                                   |                                                   |                                                   |                                                   |
| År                                                |                                                   |                                                   | Folkmängd                                         | Areal (ha)                                        |
| 1990                                              | 1990                                              |                                                   | 109                                               | 23                                                |
| 1995                                              | 1995                                              |                                                   | 112                                               | 30                                                |
| 2000                                              | 2000                                              |                                                   | 111                                               | 33                                                |
| 2005                                              | 2005                                              |                                                   | 109                                               | 33                                                |
| 2010                                              | 2010                                              |                                                   | 126                                               | 34                                                |
| 2015                                              | 2015                                              |                                                   | 113                                               | 51                                                |
|                                                   |                                                   |                                                   |                                                   |                                                   |

## Samhället
Här ligger Värsjö småkyrka.
Strax öster om orten ligger den ursprungliga Värsjö By. Här vid Värsjöns norra strand finns ett förhållandevis välbevarat odlingslandskap. Kring en slingrande byväg finns ett system av stengärdesgårdar, som visar på äldre tiders ägogränser. Bebyggelsen är huvudsakligen från tidigt 1900-tal och är i vissa fall välbevarad. Gården Värsjönäs har en pampig huvudbyggnad från 1900-talets början.